# Gärdserums församling
Gärdserums församling var en församling i Linköpings stift inom Svenska kyrkan i Åtvidabergs kommun. Församlingen uppgick 1 januari 2010 i Åtvids församling. 
Församlingskyrka var Gärdserums kyrka.

## Administrativ historik
Församlingen har medeltida ursprung.
Församlingen var under medeltiden i ett pastorat med Ukna församling. Därefter utgjorde den ett eget pastorat till 1962. Från 1962 till 1972 var den moderförsamling i pastoratet Gärdserum och Ukna. Från 1972 till 1998 var den moderförsamling i pastoratet Gärdserum och Hannäs. Från 1998 till 2010 annexförsamling i pastoratet Åtvid, Björsäter, Yxnerum, Grebo, Värna, Gärdserum och Hannäs. Församlingen uppgick 1 januari 2010 i Åtvids församling.
Församlingskod var 056107.

## Kyrkoherdar
| Ämbetstid | Namn              | Levnadstid | Kommentar       |
| --------- | ----------------- | ---------- | --------------- |
| 1962–1965 | Harry Aldenius    | 1906–1986  | Kontraktsprost. |
| 1973–1984 | Claes Göran Rosén | 1927–2013  | [ 4 ]           |

1646 - 1677   Andreas Thoreri Gelsenius

## Klockare, kantor och organister
| Ämbetstid | Namn                       | Levnadstid | Övrigt                            |
| --------- | -------------------------- | ---------- | --------------------------------- |
| 1710-1745 | Zachris Johansson          |            | Klockare                          |
| 1744      | Henrik Johansson           |            | Klockare                          |
| 1746–1748 | Nils Larsson               |            | Klockare                          |
| 1750–1803 | Petter Bersell (Berselius) | 1730–1803  | Organist och klockare             |
| 1804–1813 | Johan Petrus Kanth         | 1774–      | Organist och kantor               |
| 1814–1845 | Gustaf Adolf Bersell       | 1786–      | Organist                          |
| 1851–1894 | Adolf Lundberg             | 1824–      | Organist, klockare och skollärare |
| 1894–1899 | Carl Adolf Lundberg        | 1853–      | Organist och kantor               |